# DINTA
Das Deutsche Institut für technische Arbeitsschulung, kurz DINTA, widmete sich der planmäßigen Berufsausbildung und der Schulung von Führungskräften für die deutsche Industrie. Es entstand 1925 in Düsseldorf, Gründungsleiter war Carl Arnhold  (1884–1970). Finanzielle Förderung erhielt das Institut von den Vereinigten Stahlwerken unter Albert Vögler.

## Allgemein
Ziel, des von führenden Ruhrindustriellen wie Albert Vögler, Paul Reusch und Friedrich Springorum ins Leben gerufenen Instituts war es die „Seele des Arbeiters“ zu gewinnen und sie dem Einfluss der Gewerkschaften und Arbeiterparteien zu entziehen. Ein Aspekt der Einrichtung war die Absicht, den Arbeiter aus der Einsamkeit seiner isolierten Teilfunktion im Herstellungsprozess zu befreien und die feindliche Opposition zwischen Arbeitgeber und Arbeitnehmer im Wirtschaftssystem zu überwinden. Aus diesem Grund wurde auch die sportliche Schulung gefördert, die letztlich auf eine Produktivitätssteigerung ausgerichtet war. Von den Betrieben wurden Turnhallen, Sportplätze und Sportausrüstung kostenlos zur Verfügung gestellt. Dem DINTA-Konzept schlossen sich Werke in Hamborn Westende und im weiteren Ruhrgebiet an. Es entstand die große Zeit der Knappen im Ruhrgebietsfußball.
Die DINTA betrieb auch Lehrwerkstätten, die ein Instrument sein sollten, um arbeitswissenschaftliche Konzepte und den Gedanken der „Betriebsgemeinschaft“ in der Praxis zu erproben. Dabei gab es erhebliche Kontinuitäten in den betriebspolitischen Konzepten des DINTA, die nach 1933 rassenhygienisch überformt wurden.
Zwischen 1926 und 1929 richtete die DINTA 121 Lehrwerkstätten und 28 Werkschulen ein. Allein im Ruhrgebiet erschienen 1929 75 verschiedene vom DINTA redigierte Werkszeitungen. Nach Timothy Mason waren die Schulen nach quasi-militärischen Prinzipien organisiert und in ihnen wurde Untertanengeist und Nationalismus gezüchtet.
Auf der Herbsttagung 1932 hielt Adolf Hitler einen Vortrag vor der Dinta. Leopold Ziegler berichtete darüber:

„Damals fand ich die übergroße Mehrheit von Vertretern der deutschen (und österreichischen) eisenschaffend-eisenverarbeitenden Industrie verzaubert und verhext auf Hitler starren. Sein naher Aufstieg zur Staatsführung wurde nicht nur unabwendbar erachtet, sondern geradezu herbeigewünscht und herbeigesehnt.“

Die DINTA nahm wesentliche Elemente der späteren Lohn-, Leistungs- und Arbeitspolitik der Deutschen Arbeitsfront vorweg. Nach Angaben von Arnhold vereinbarten er und Hitler bei einem Treffen 1932, dass die DINTA „später einmal in den nationalsozialistischen Staat“ eingebaut werde. 1935 ging die DINTA im DAF-Amt für Betriebsführung und Berufserziehung auf. Dabei gelang es, die in den 1920er Jahren erprobten Ausbildungsmaßnahmen zur Politik der DAF zu machen. Bei der Eingliederung verlor das Institut jedoch seine Anbindung an die ursprünglich fördernde Industrie.
Maßgeblich beteiligt am Anpassungsprozess war der Nervenarzt und Psychiater Walther Poppelreuter, der 1931 Mitglied der NSDAP geworden war und ab 1933 als Berater des Instituts tätig wurde.

## Schriften der DINTA (Auswahl)
- Peter C. Bäumer: Das Deutsche Institut für technische Arbeitsschulung. Duncker & Humblot, Berlin 1929; Reprint: Topos Ruggell, Vaduz 1993, ISBN 978-3-289-00649-9
- Erich Sommerfeld: Der persönliche Umgang zwischen Führung und Arbeiterschaft im industriellen Großbetrieb. 1935
- Adolf Geck: Grundfragen der betrieblichen Sozialpolitik. 1935